# Alzoniella hartwigschuetti
Alzoniella hartwigschuetti е вид коремоного от семейство Hydrobiidae. Видът е почти застрашен от изчезване.

## Разпространение
Разпространен е в Австрия.